# 村山☆潤
村山☆潤（むらやま じゅん、1983年4月18日 - ）は、日本のキーボーディスト、ピアニスト、作曲家、編曲家、音楽プロデューサー。鹿児島県出身。

## 来歴
Venomstripのメンバーで、FLOWER FLOWERの元メンバー。3歳よりピアノを始める。大学3年生の時、軽音楽部でスカウトされたことをきっかけにプロ活動を開始し、大学在学中から堂本光一のツアーへ参加。ダイスケ、サクラメリーメン、林明日香、Miの作品ではサウンド・プロデュースも行っている。その後も、LM.C、梵天の世界ツアーに参加。
戦極の乱2009のオープニングテーマ、死にゆく妻との旅路（2011年公開）映画音楽、イル・ディーヴォのジャパンツアーなどジャンルを問わず、ライヴサポート・作曲・編曲・プロデュースなどを行う。2013年～2020年までyuiをヴォーカルとするバンドFLOWER FLOWERのmura☆junとしてキーボードを担当していた。

## 共演アーティスト（ライブ）
- BoA
- 藤原さくら
- 新山詩織
- ChouCho
- 内田彩
- Honey L Days
- でんぱ組.inc
- 初音ミク
- 堂本光一
- LM.C
- 岡本定義
- 上田竜也
- IMALU
- 甲斐名都
- 高杉さと美
- OLIVIA
- 佐藤アツヒロ
- 名取香り
- theSoul
- nangi
- 砂川恵理歌
- 赤西仁
- ダイスケ
- 麻生夏子
- IL DIVO
- サクラメリーメン
- 宮野真守
- アンダーグラフ
- VALSHE
- 小野賢章
- GLAY
- エレファントカシマシ
- ラベビタEX
- ずっと真夜中でいいのに。
- Saucy Dog

## 主な参加作品

### 編曲・サウンドプロデュース・レコーディング参加作品
- エレファントカシマシ
- GLAY
- ダイスケ
- 竹原ピストル
- ChouCho
- 山崎まさよし
- サクラメリーメン
- COIL
- 岡本定義
- LM.C
- ビアンコネロ
- 林明日香
- 新垣結衣
- みつき
- 梵天
- SE7EN
- 瀬名
- ずっと真夜中でいいのに。
- Novelbright
- 仲村宗悟
- 大泉洋[1]

### DVD
- 宮野真守『MAMORU MIYANO LIVE 2011-12 〜FIGHT & STAND〜』
- 岡本定義『Augusta Camp 2010～Live and Documentary～』
- 堂本光一 『BPM」「 KOICHI DOMOTO CONCERT TOUR 2006 mirror〜The Music Mirrors My Feeling〜』
- LM.C 『The Live Of WONDERFUL WONDERHOLIC』

### Venomstrip
- Venomstripの項を参照。

### 作曲

#### アーティスト
- 新垣結衣「ハチミツ」
- Snow*「Searching」「眠れる森につたわる詩」「Hello bye-bye」
- Mi「パズル」「I Love Music♪ VIII」「I Love MusicⅦ」「I Love MusicⅡ」「I Love Music♪」

#### 映画
2011年
- 死にゆく妻との旅路

#### ゲーム
2021年
- アイドリッシュセブン TRIGGER「バラツユ」（作曲・編曲）

2022年
- 『アイドリッシュセブン』「マロウブルー」（作曲・編曲）

#### アニメ
2022年
- ブルーロック

## 使用機材
シンセサイザー/キーボード
- YAMAHA
  - MOTIF 6
  - S90 ES
    - 2段スタンドの下段にセッティングされ、主にピアノ音色を出音。彼のメインキーボードと言える。

  - MOTIF XF7
    - 発売当初より存在する黒色のモデル。
- CLAVIA
  - Nord Electro 73
    - 2段スタンドの上段にセッティングされ、主にオルガン音色を出音。
    - シールなどで装飾が施されている。
    - C3とC4の鍵盤が盛り上がっている。

  - Nord Electro 2 73
    - 上記のNord Electro初期型と違いシールなどは貼られていない。

  - Nord Stage EX 88
- ACCESS Virus
  - TI Polar
- Mellotron
  - M400D mini Digital Mellotron
- レコーディングではグランドピアノを使用することもある。